# Espresso

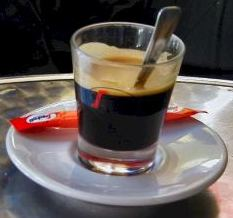
Espresso.

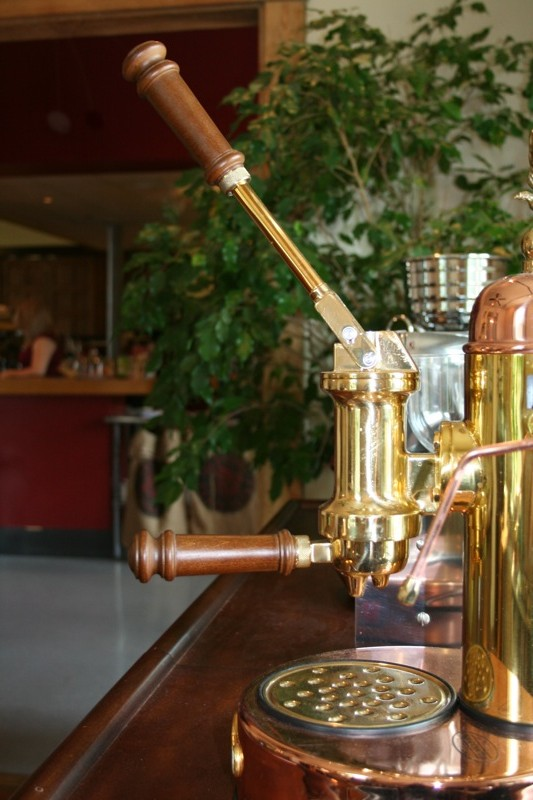
Manuell espressomaskin.

Espresso är en liten mängd (2–4 centiliter) starkt och fylligt kaffe som är täckt av ett fast skum, bestående av cellulosa och fetter, som kallas crema. Espresso är grunden för populära drycker som cappuccino, caffè americano, caffè latte, caffè macchiato och mockakaffe.
I de flesta länder är drycken känd under sitt italienska namn. I Italien används ordet caffè som synonymt till espresso, eftersom espresso där är den vanligaste typen av kaffe på kaffebarer och kaféer.

## Blandningar
Arabicabönor anses generellt hålla högre kvalitet än robustabönor. Kvaliteten beror dock till stor del på hur bönorna hanteras och rostas, och även robusta kan därmed anses ha relativt hög kvalitet om den hanteras rätt. Robustabönor är enligt vissa en mycket viktig del i espressoblandningen, då det ger en kraftigare espresso med mer crema. Andra anser att robusta är smaklöst eller "träigt" och förkastar bönan helt. En traditionell italiensk espressoblandning innehåller ofta mellan 10 och 40% robustabönor, vilket ger en fyllig espresso med tjock crema och som rundar av espresson och balanserar den vanligtvis mer syrliga arabicabönan. En omsorgsfullt rostad Robusta av hög kvalitet kan bidra till smaken på ett sätt som många uppskattar och förknippar med en klassisk espresso.

## Espressodrycker
De flesta kaffedrycker har espresso som bas. Om espresson har en liten mängd ångad mjölk på toppen kallas den caffe macchiato. Cappuccino är lika delar espressokaffe, ångad mjölk och mjölkskum. Det är mjölkskummet som gett namn åt drycken då det bildar en "huvudbonad", liknande kapucinermunkarnas bruna huva, på kaffet. Det finns många varianter på cappuccino. Med lite mera mjölk är det en cappuccino chiaro och lite mindre mjölk en cappuccino scuro. En cappuccino med is kallas cappuccino freddo.
Babycino (även babychino eller babyccino) är en understundom använd term för en (espresso-)mugg med enbart ångad mjölk. Ofta pudrad med choklad.
Caffè latte är 1/4 espresso och 3/4 ångad mjölk (lite eller inget skum). Det skall således vara mer mjölk i en latte än i en cappuccino.
Caffè mocha är lika delar espresso, varm choklad och ångad mjölk (ev. vispgrädde).
Caffè romano är en espresso med en liten bit spiralformat citronskal i. Ibland gnider man lite av citronskalet på kanten och i botten av koppen innan man häller i espresson.
Caffè corretto är espresso med en aning anislikör, grappa eller liknande.
Cortado är det spanska namnet för espressokaffe med mjölk.
En caffè lungo ("lång kaffe") bryggs med dubbelt så mycket vatten som vanlig espresso. Att tillsätta hett vatten till en redan bryggd espresso kallas americano vilket ger en annan smak än caffè lungo. En dubbel espresso bryggs med dubbelt så mycket vatten och dubbelt så mycket kaffe som en enkel espresso. 
En ristretto bryggs med hälften så mycket vatten som vanlig espresso.

## Bryggning
Espresso görs med en speciell espressomaskin där hett vatten under högt tryck pressas igenom kaffepulvret. Den moderna espressomaskinen (som uppfanns 1937 av Achille Gaggia) använder en pump och ett trycksystem som hettar upp vatten till 90-96 °C och sedan pressar vätskan genom 7-10 gram finmalet kaffe med ett tryck på 8,5 till 9,5 bar under 20-30 sekunder vilket resulterar i 30ml (+/-5 ml) vätska.